# Éric Piedoie Le Tiec
Éric Piedoie Le Tiec, né le 18 février 1955 à Saint-Paul-de-Vence et mort à Nice le 10 septembre 2021,, est un faussaire français connu pour avoir imité les œuvres d'artistes célèbres, en particulier César, et de les avoir vendues comme originales sur le marché de l'art.

## Biographie
D'origine bretonne, Piedoie Le Tiec grandit à Saint-Paul-de-Vence. Après des études à l'école municipale de dessin de la Villa Thiole à Nice, il commence à produire des faux à la fin des années 1990. Ses œuvres falsifiées incluent des peintures, des gravures et des sculptures d'artistes tels que Raoul Dufy, Pablo Picasso, Marc Chagall, Yves Klein et Joan Miró, mais surtout César, dont il aurait produit des centaines de faux vendus à des galeries et à des collectionneurs. « Depuis les années 1980, j’ai confectionné des milliers de faux qui ont été achetés, vendus, revendus, oubliés, et ont alimenté les banques de paradis offshore. »
En 2006, Piedoie Le Tiec est arrêté par les autorités françaises pour vente de faux. En 2010, il est reconnu coupable de plusieurs chefs d'accusation de fraude et de recel. Il est condamné à une peine de prison de quatre ans qu'il met à profit pour écrire ses mémoires qui paraissent en 2019.
Après sa sortie de prison, il passe par un séjour à hôpital de Nice pour soigner son hépatite C étant co-infecté VIH-VHC et il s'installe à Grasse et peint des tableaux sous son propre nom. Il meurt en 2021 des suites d'une agression.

## Autobiographie
Son ouvrage Confessions d'un faussaire, la face cachée du marché de l'art est l'occasion pour lui de revenir sur son parcours dans lequel il met en évidence les complicités du monde de l'art pour écouler des faux et blanchir de l'argent. D'après lui, il serait l'auteur de plusieurs milliers de dessins et d'œuvres d'artistes contemporains, dont les compressions César qui seraient plus nombreuses que la production du sculpteur lui-même.